# Siergiej Mieżeninow
Siergiej Aleksandrowicz Mieżeninow, ros. Сергей Александрович Меженинов (ur. 7 stycznia?/19 stycznia 1890 w Kaszyrze, zm. 28 września 1937) – rosyjski i radziecki wojskowy, uczestnik I wojny światowej oraz wojny domowej w Rosji i wojny polsko-bolszewickiej, ofiara czystek stalinowskich w Armii Czerwonej.

## Życiorys

### Kariera wojskowa do 1917 r.
Pochodził z rodziny szlacheckiej. Ukończył szkołę wojskową w Kazaniu w 1910 r., po czym został podporucznikiem w Litewskim Pułku Lejbgwardii. W 1913 r. rozpoczął studia na Mikołajowskiej Akademii Wojskowej, lecz przerwał je powodu wybuchu I wojny światowej. Walczył na froncie jako dowódca kompanii w 3 Litewskim Pułku Lejbgwardii, następnie adiutant dowódcy tegoż pułku i od lipca 1915 r. do października 1916 r. był ober-oficerem do poruczeń przy sztabie 37 Korpusu.
W październiku 1916 r. został skierowany na naukę w szkole lotników-obserwatorów w Kijowie. Natomiast w styczniu 1917 r. skierowano go na przyspieszony kurs Mikołajowskiej Akademii Wojskowej, który ukończył we wrześniu tego samego roku. W grudniu 1917 r. odszedł z wojska w stopniu kapitana, zaś w lutym roku następnego zdał egzamin państwowy na naczelnika stacji kolejowej. Pracował na kolei w Kursku.

### W Armii Czerwonej
Służył w Armii Czerwonej od sierpnia 1918 r. W roku następnym został szefem sztabu 3 Armii, następnie od marca do sierpnia tego roku był jej dowódcą. Na czele 3 Armii walczył na froncie syberyjskim przeciwko białym adm. Aleksandra Kołczaka. Na początku marca 1919 r. dowodzona przez niego armia poniosła klęskę w starciu z białą Armią Syberyjską gen. Gajdy i została zmuszona do wycofania się 150 km na zachód po linii kolejowej Perm-Wiatka (sam Perm został zdobyty przez białych jeszcze w grudniu poprzedniego roku). Następnie 3 Armia pod dowództwem Mieżeninowa brała udział w udanej kontrofensywie czerwonych i w kolejnych udanych operacjach ofensywnych czerwonych na Uralu i Syberii, odbijając z rąk białych Perm (1 lipca 1919 r.) i Jekaterynburg (15 lipca 1919 r.). Do połowy sierpnia 1919 r. siły Kołczaka zostały odrzucone daleko za Ural, od linii Kamy i Biełej na linię Tobołu. Od września 1919 r. do czerwca 1920 r. Mieżeninow dowodził 12 Armią. Dowodzone przez niego siły w grudniu 1919 r. odebrały białym Kijów, zaś w lutym 1920 r. brały udział w operacji zdobycia Odessy.
Między październikiem a grudniem 1920 r. był natomiast głównodowodzącym 15 Armii.
Po zakończeniu wojny domowej w Rosji był szefem sztabu i dowódcą Orłowskiego Okręgu Wojskowego, a następnie od grudnia 1921 r. do listopada 1924 r. – szefem sztabu i I zastępcą dowódcy radzieckich sił powietrznych. Od 1924 r. do 1925 r. był szefem sztabu ukraińskiego okręgu wojskowego. Od 1925 do 1931 r. ponownie był zastępcą głównodowodzącego sił powietrznych. Od 1934 r. był członkiem rady wojskowej przy komisariacie obrony ZSRR, zaś od 1933 do 1937 r. – zastępcą szefa sztabu Armii Czerwonej. W 1935 r. otrzymał stopień komkora. Rok później otrzymał status kandydata na członka WKP (b).

### Aresztowanie i śmierć
Na początku czerwca 1937 r. został oskarżony o niedopełnienie obowiązków służbowych. 10 czerwca usiłował popełnić samobójstwo, pozostawiając list pożegnalny, w którym, deklarując, iż był uczciwym dowódcą, przyznawał się do zagubienia pewnych dokumentów. Ranny w głowę i klatkę piersiową został 20 czerwca aresztowany w szpitalu i przewieziony na oddział szpitalny więzienia na Butyrkach. Oskarżono go udział w spisku antyradzieckim oraz szpiegostwo. Równocześnie pracownicy 1 Oddziału Sztabu Generalnego oraz zastępca naczelnika Razwiedupru komdiw Aleksandr Nikonow potwierdzili, iż Mieżeninow faktycznie zagubił służbowe dokumenty. 28 września 1937 r. został skazany na śmierć przez Kolegium Wojskowe Sądu Najwyższego ZSRR i tego samego dnia rozstrzelany.
Represje dotknęły również jego rodzinę. Żona Sofija, lekarka, została skazana na osiem lat łagru jako „członek rodziny wroga ludu”. Zmarła po 1945 r. krótko po odbyciu całego wyroku. Syn Piotr został w listopadzie 1937 r. usunięty ze studiów na Wojskowej Akademii Lotniczej im. Żukowskiego, oskarżony o członkostwo w grupie terrorystycznej i rozstrzelany miesiąc później.
11 lipca 1957 r. Siergiej Mieżeninow został zrehabilitowany.

## Odznaczenia
- Order Czerwonego Sztandaru[1]
- Order Czerwonej Gwiazdy[1]

## Publikacje
- Новое в тактике пехоты, Smoleńsk 1922
- Вопросы применения и организации авиации, wspólnie z S. Ogorodnikowem, Moskwa 1924
- Очерки по вопросам авиации, Moskwa 1925
- Основные вопросы применения военных воздушных сил, Moskwa 1926.
- Воздушные силы в войне и операции, Moskwa-Leningrad 1927.